# ドウグラス・ペレイラ・ドス・サントス
ドウグラス・ペレイラ・ドス・サントス（Douglas Pereira dos Santos, 1990年8月6日 - ）は、ブラジル・ゴイアス州出身のサッカー選手。ポジションはディフェンダー、ミッドフィールダー、フォワード。ドウグラスのところは「ドグラス」と表記されることもある。

## 経歴

### クラブ

#### ゴイアスEC
2002年、12歳のときに地元ゴイアス州のクラブであるゴイアスECのユースに入団し、2009年にトップチームへ昇格。同年6月20日のブラジル全国選手権・グレミオFBPA戦でプロデビューを果たした。ゴイアスでは3シーズンにわたってプレーし、5ゴールを記録。

#### サンパウロFC
得点力の高さなどの潜在能力を示したドウグラスに名門サンパウロFCが注目し、2012年2月11日に移籍。サンパウロではポジションをより前方に移し、アタッカーとしても機能できるというポリバレントな一面を見せた。このシーズンにサンパウロはコパ・スダメリカーナ決勝へと進出し、アルゼンチンのCAティグレを破り優勝。ドウグラスも大会初優勝に貢献した。サンパウロでは3シーズンプレーした。

#### FCバルセロナ
2014年8月27日、FCバルセロナへ加入することが発表された。契約期間は5年で移籍金は400万ユーロ、活躍次第で150万ユーロが加わる形となっている。9月24日、マラガCF戦に先発出場し、リーガデビューを果たした。

#### スポルティング・デ・ヒホン
2016年8月27日、スポルティング・デ・ヒホンはバルセロナからドウグラスをレンタルで獲得したことを発表した。契約は1年間で、年俸などはバルセロナが負担する代わりに、ドウグラスに対しある程度の出場機会を与えるという内容の契約となっている。

#### SLベンフィカ
2017年9月1日、SLベンフィカにレンタル移籍した。

### 代表

#### U-20ブラジル代表
2009年、U-20ブラジル代表として南米ユース選手権優勝、FIFA U-20ワールドカップ準優勝 に貢献している。

## タイトル

### クラブ
ゴイアスEC
- カンピオナート・ゴイアーノ：1回 (2009)

サンパウロFC
- コパ・スダメリカーナ：1回 (2012)
- エウゼビオ・カップ：1回 (2013)

FCバルセロナ
- リーガ・エスパニョーラ：2回 (2014-15, 2015-16)
- コパ・デル・レイ：2回 (2014-15, 2015-16)
- UEFAチャンピオンズリーグ：1回 (2014-15)
- UEFAスーパーカップ：1回 (2015)
- FIFAクラブワールドカップ：1回 (2015)
- スーペルコパ・デ・エスパーニャ：1回 (2016)

### 代表
U-20ブラジル代表
- 南米ユース選手権 : 2009